# 母の鈴
『母の鈴』（ははのすず）は、橋田壽賀子の小説作品、及びそれを原作としたドラマ化作品である。

## TVドラマ

### 1972年版
1972年9月17日にTBS「東芝日曜劇場」枠にて放送された。

#### キャスト
- 池内淳子
- 緒形拳
- 相吉賢一
- 夏圭子（夏桂子）
- 今井和子
- 夏川静枝
- 深谷みさお
- 松田洋治
- 波多野憲
- 町田有弘

#### スタッフ
- 演出 - 山本和夫
- プロデューサー - 石井ふく子
- 脚本 - 橋田壽賀子

### 1974年版
1974年7月9日～8月30日にTBS「花王 愛の劇場」枠にて放送された。

#### キャスト
- 佐藤オリヱ
- 中野誠也
- 松田洋治
- 北川陽一郎
- 津山登志子

#### スタッフ
- 監督 - 下村尭二
- 脚本 - 冨田義朗、西沢治

#### 主題歌
- 『ふれあい』
  - 作詞：山上路夫　作曲：春田正明　歌：森山良子

| TBS 花王 愛の劇場                    | TBS 花王 愛の劇場               | TBS 花王 愛の劇場                  |
| 前番組                               | 番組名                          | 次番組                             |
| ------------------------------------ | ------------------------------- | ---------------------------------- |
| 妻は告白する （1974.5.6 - 1974.7.5） | 母の鈴 （1974.7.9 - 1974.8.30） | 真珠夫人 （1974.9.2 - 1974.10.25） |

| スタブアイコン | サブスタブ | この項目は、まだ閲覧者の調べものの参照としては役立たない、文学に関連した書きかけの項目です。この項目を加筆・訂正などしてくださる協力者を求めています（P:文学、PJ:ライトノベル）。項目が小説家・作家の場合には{Writer-substub}を、文学作品以外の本・雑誌の場合には{Book-substub}を貼り付けてください。 |

| スタブアイコン | サブスタブ | この項目は、まだ閲覧者の調べものの参照としては役立たない、テレビ番組に関連した書きかけの項目です。この項目を加筆・訂正などしてくださる協力者を求めています（P:テレビ/PJ:放送または配信の番組）。 |